# Draba ladyginii
Draba ladyginii är en korsblommig växtart som beskrevs av Richard Richardowitsch Pohle. Draba ladyginii ingår i släktet drabor, och familjen korsblommiga växter. Inga underarter finns listade i Catalogue of Life.